# هزاردستان (مجموعه تلویزیونی)

پوستر رسمی سریال هزاردستان

هزاردستان یک مجموعهٔ تلویزیونی ایرانی ساختهٔ علی حاتمی است که در سال‌های ۱۳۵۸ تا ۱۳۶۶ به صورت مجموعهٔ تلویزیونی برای تلویزیون ایران ساخته شد. پروژهٔ هزاردستان بعد از ۸ سال تمام شد. طرح اولیه این سریال در سال ۱۳۵۴ با عنوان جادهٔ ابریشم و با حضور شخصیت‌هایی مثل سید حسن مدرس، میرزا کوچک خان و رضاشاه به ذهن حاتمی آمد و بعدتر دچار تغییرات اساسی شد که ماهیت کار را عوض کرد. این مجموعهٔ تلویزیونی در روز جهانی میراث دیداری و شنیداری در فهرست ملی برنامهٔ حافظه جهانی یونسکو ثبت شد.
ماندگارترین تأثیر هزاردستان در تاریخ سینمای ایران، ساخته‌شدن شهرک سینمایی غزالی است؛ شهرکی که به گفتهٔ خود علی حاتمی، زمان شروعش جوان بوده و وقتی تمام شده پیرمردی از شهرک بیرون آمده‌است. در این شهرک محله‌های اصلی و قدیمی تهران با زیربنای ۷هزار متر مربع ساخته شده و ۳۰هزار متر مربع به خیابان لاله‌زار و میدان توپخانه اختصاص یافته‌است؛ آن هم به گونه‌ای که نمای بیرونی ساختمان‌ها قابل جابه‌جا شدن باشد و بتوان هر عمارت را به بنایی دیگر تبدیل کرد.
فیلمنامهٔ هزاردستان ۸ تا ۱۰ بار بازنویسی شده است. همهٔ اینها به زعم خود حاتمی باعث شد که فرم لایه‌لایه و هزارویک‌شبیِ کار از بین برود. حتی ماجرای عشق رضا خوشنویس به دختر استادش به کلی از بین رفت. به گفته‌ای ۱۱ ساعت از سریال «هزاردستان» سانسور و خیلی از صحنه‌ها کم شد. گرچه این حذفیات هم‌اکنون در آرشیو صدا و سیما وجود دارد و در نسخه‌های پخش شدهٔ مختلف، صحنه‌هایی کم و زیاد می‌گردد.
این سریال به داستان زندگی رضا خوشنویس، که شخصیتی تخیلی مبتنی بر شخصیتی تاریخی به‌نام کریم دواتگر است و نظریهٔ توطئه‌ای مبنی بر دست داشتن شخصیتی به نام خان مظفر در وقایع پشت پردهٔ سیاسی و اجتماعی ایران در دوران قاجار و پهلوی می‌پردازد. محیط بازیگری این سریال در محیطی بازسازی‌شده از تهران قدیم است.
فیلم در دو بخش اصلی تشکیل شده‌است، بخش اول داستان رضا تفنگچی است، که در دوران احمدشاه و آغاز حکومت رضا شاه واقع شده و بخش دوم در مورد زندگی رضا خوشنویس است که همزمان با دوران پایانی حکومت رضا شاه و آغاز حکومت محمدرضا شاه است. پس از مرگ حاتمی، دو فیلم سینمایی با تدوین واروژ کریم‌مسیحی بر اساس هزاردستان ساخته شد. این دو فیلم کمیته مجازات و طهران روزگار نو نام دارند. تیتراژ اولیهٔ فیلم، پیش‌درآمدی در آواز اصفهان ساختهٔ مرتضی نی‌داوود (سازنده تصنیف مرغ سحر) با تنظیم برای ارکستر از مرتضی حنانه است.
داستان هزاردستان دو دوره از تاریخ معاصر ایران را روایت می‌کند: اواخر حکومت احمد شاه تا آغاز سلطنت رضا شاه و دوران پایانی حکومت رضا شاه تا به تخت نشستن محمدرضا پهلوی. بسیاری از شخصیت‌های این مجموعهٔ تلویزیونی برگرفته از یک یا چند شخصیت تاریخی هستند که با تخیل فیلمساز درآمیخته‌اند و داستانی غیرمستند از وقایع تاریخی دوران خود را روایت می‌کنند.
این اثر در روز جهانی میراث دیداری و شنیداری در فهرست ملی برنامه حافظهٔ جهانی یونسکو ثبت شد.

## داستان

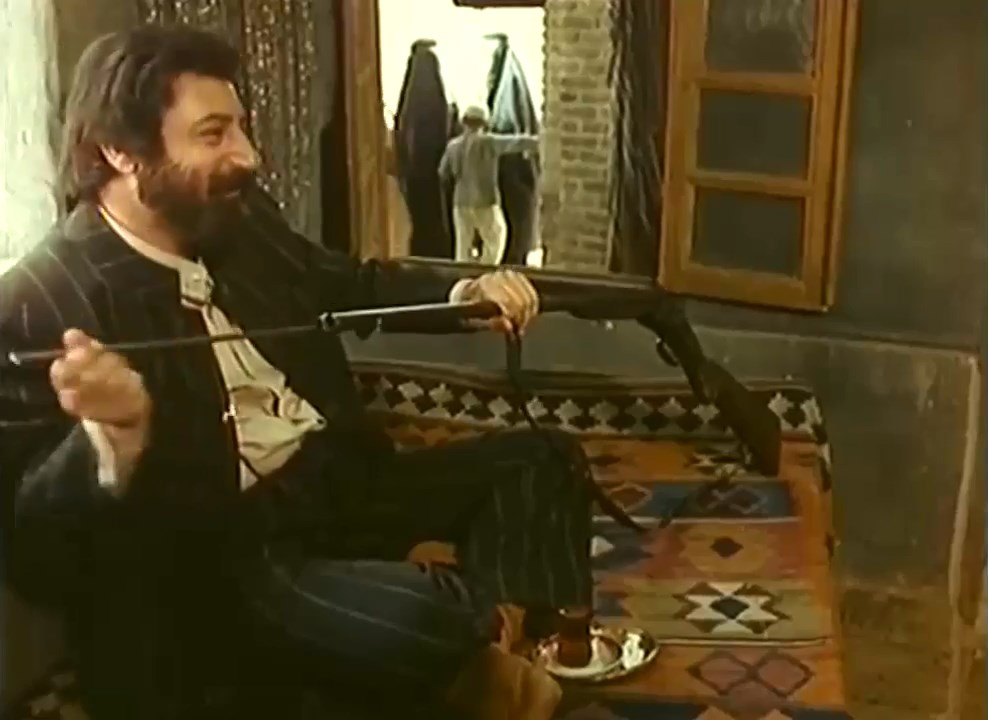
جمشید مشایخی در نقش رضا خوشنویس/تفنگچی

رضا (با بازی جمشید مشایخی) شخصیت اصلی هزاردستان است. ابتدا او را در هیبت پیرمردی خوشنویس می‌بینیم که با همسرش، قمربانو (با بازی شهلا میربختیار)، در مشهد و به دور از جنجال‌های سیاسی تهران زندگی می‌کند. خلوت این زن و شوهر پیر را حضور مفتش شش‌انگشتی (با بازی داود رشیدی) برهم می‌زند. مفتش رضا را به علتی نامعلوم دستگیر می‌کند و با تهدید و ارعاب و شکنجه از او می‌خواهد به جرمی نامشخص اعتراف کند. این بازجویی‌ها محملی می‌شود برای بازگشت به گذشتهٔ پر ماجرای «رضا خوشنویس» در سی سال پیش، زمانی که شهرتش «تفنگچی» بود.

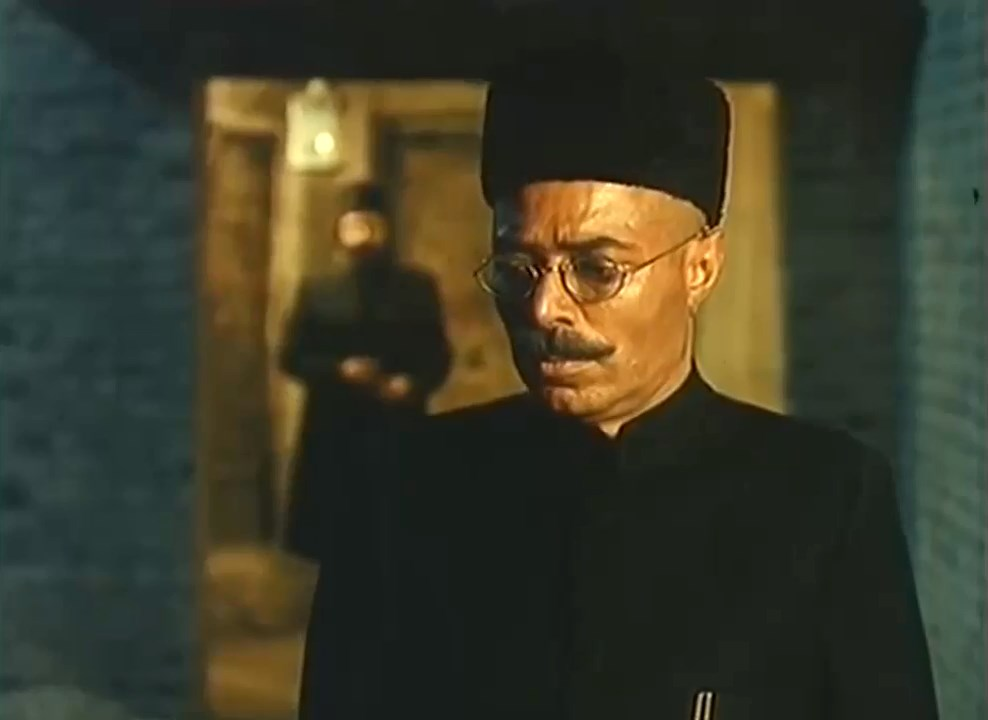
علی نصیریان در نقش ابوالفتح

«رضا تفنگچی» در اواخر حکومت احمدشاه، تیرانداز قابلی بود و «تفنگچی خاصه» یکی از شاهزاده‌های قاجار به حساب می‌آمد. با نازشستی که در هر شکار از شازده می‌گرفت سور و ساتش همیشه به راه بود. تا این که با مرد صحافی به نام ابوالفتح (با بازی علی نصیریان) آشنا شد. ابوالفتح او را به خاطر مهارتش در تیراندازی برای مأموریتی در نظر گرفت. این مأموریت که به دستور انجمن مجازات انجام می‌شد عبارت بود از ترور اسماعیل خان، رئیس محتکر انبار غله تهران. رضا اسماعیل خان را با شلیک گلوله ترور می‌کند. مأمور تأمینات (باقر میرزا با بازی جهانگیر فروهر) به رضا مشکوک است و همه‌جا مثل سایه او را تعقیب می‌کند. پس از آن برنامه ترور متین السلطنه (با بازی پرویز پورحسینی)، مدیر روزنامه عصر جدید، طرح‌ریزی می‌شود. متین السلطنه که در روزنامه‌اش علیه ترورهای انجمن قلم می‌زند، متهم به خیانت و غرب‌شیفتگی است. رضا او را هم به قتل می‌رساند.
پس از این ترور ابوالفتح بار دیگر به سراغ رضا می‌آید و از نقشه ترور دیگری با او حرف می‌زند. کسی که از او با اسم رمز «هزاردستان» یاد می‌شود. ابوالفتح هزاردستان را سردستهٔ خائنین به مملکت می‌نامد. این ترور منتفی می‌شود چون هزاردستان که از نقشهٔ قتلش باخبر شده با پرداخت پول به انجمن جان خود را می‌خرد.

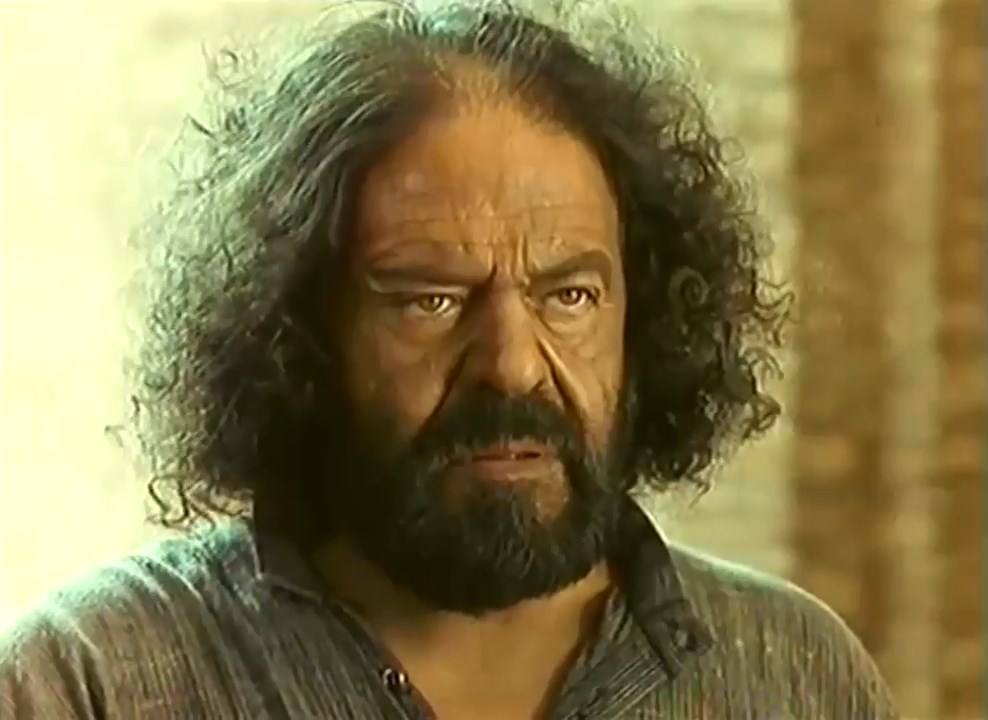
محمدعلی کشاورز در نقش شعبان استخوانی

شبی رضا دوباره دمی به خمره می‌زند. میرزا باقر که در محفل حاضر است فرصت را مناسب می‌بیند و با او حرف می‌زند. رضا در مستی حرف‌هایی دربارهٔ قتل‌ها می‌زند. شعبون استخونی (با بازی محمدعلی کشاورز) که از لات‌ها و اوباش بنام شهر است و در این زمان از انجمن پول می‌گیرد، رضا را از خانه بیرون می‌کشد و کتک می‌زند. رضای کتک‌خورده به خانه برمی‌گردد و می‌بیند که ابوالفتح منتظر اوست. ابوالفتح به رضا خبر می‌دهد که فرمان قتلش صادر شده و از او می‌خواهد از تهران بگریزد. خود ابوالفتح هم که معتقد است انجمن از مسیر اصلی‌اش منحرف شده (هزاردستان انجمن را خریده) خیال دارد زن و فرزندش را از تهران خارج کند.
میرزا باقر به سراغ رضا می‌آید و از او می‌خواهد اسرار انجمن را فاش کند تا تحت حمایت دولت قرار بگیرد. رضا حاضر به اعتراف نمی‌شود. شعبان رضا و میرزا باقر را در حال صحبت می‌بیند و در فرصتی مناسب میرزا باقر را می‌کشد و به سراغ رضا می‌رود. رضا فرار می‌کند و به مشهد می‌رود.
مفتش شش‌انگشتی که تا این‌جای داستان رضا را شنیده، او را آزاد می‌کند. معلوم می‌شود که او به قصد سرکیسه کردن رضا او را دستگیر کرده. اما رضا خیال بازگشت به خانه‌اش را ندارد. او می‌خواهد به تهران برود و مأموریت ناتمام، یعنی ترور هزاردستان، را به انجام برساند.

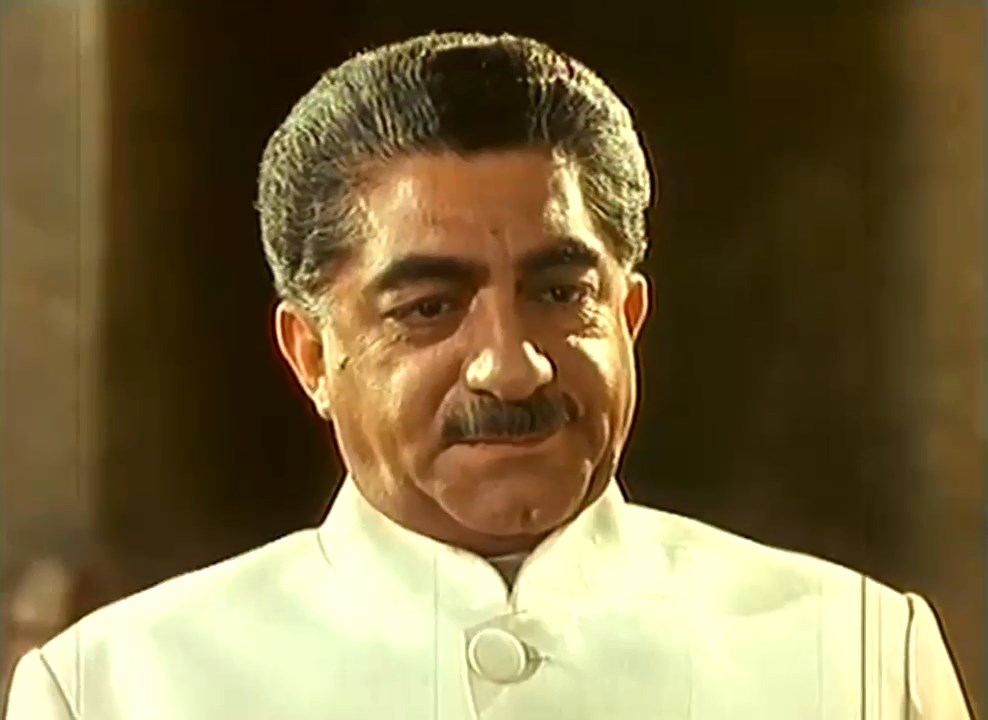
عزت‌الله انتظامی در نقش خان مظفر

رضا در گراندهتل ساکن می‌شود. در رستوران با خان مظفر (با بازی عزت‌الله انتظامی) ملاقات می‌کند. خان مظفر، حاکم قبلی کرمان مردی ثروتمند و بسیار بانفوذ است. خان مظفر به او سفارش کتابی خطی از خاطرات خودش را می‌دهد. رضا می‌پذیرد. در حین نوشتن خاطرات متوجه می‌شود که پس از رفتن او، ابوالفتح دستگیر و در زندان به دست همبندش، شعبان استخوانی، کشته شده‌است. در ضمن پی می‌برد که خان مظفر همان هزاردستان است.
در این زمان، تهران در اشغال ارتش متفقین است. مردم ناراضی و گرسنه دست به تظاهرات می‌زنند. یکی از معترضان سیدمرتضی است. شعبان استخوانی که دیگر در خدمت انجمن نیست و از افراد دیگری پول می‌گیرد به همراه نوچه‌هایش به تظاهرکنندگان حمله می‌کند و مغازه‌ها را غارت می‌کند. مفتش شعبان استخوانی را می‌کشد. خوشنویس کل داستان را برای مفتش تعریف می‌کند و به او می‌گوید فرمان قتل مفتش هم صادر شده و از او برای ترور خان مظفر کمک می‌خواهد. مفتش می‌گوید مبارزه با مردی که سر همهٔ رشته‌ها در دست اوست محکوم به شکست است. غلام‌عمه (از نوچه‌های شعبان)، به خونخواهی او و به دستور خان، مفتش شش‌انگشتی را می‌کشد و خود نیز به جرم قتل به دار آویخته می‌شود.

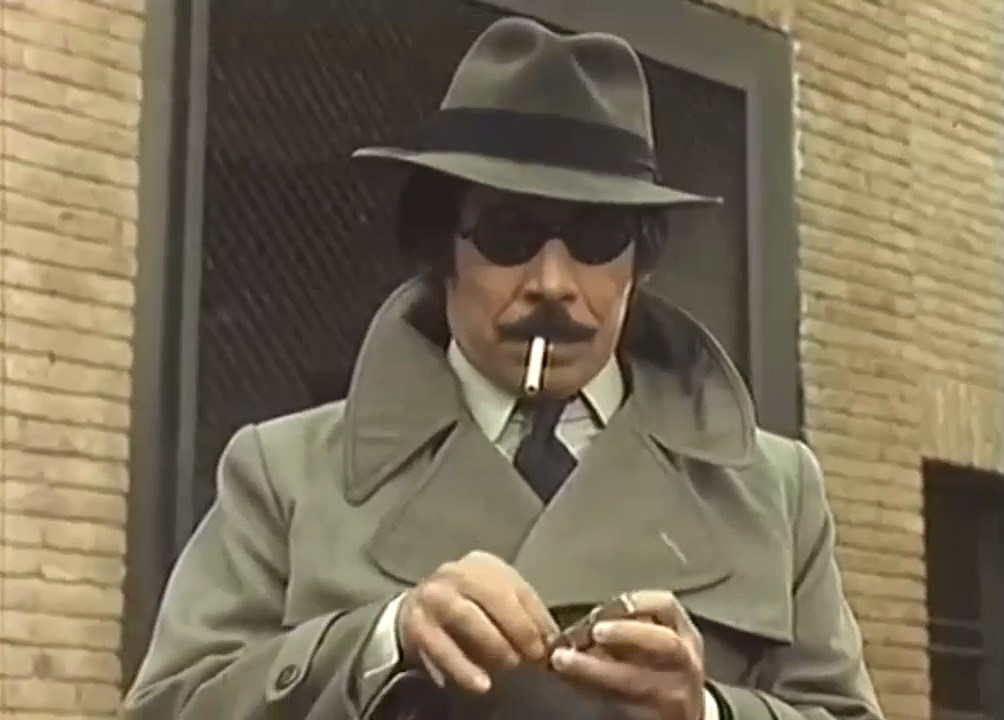
داوود رشیدی در نقش مفتش شش‌انگشتی

خوشنویس با سیدمرتضی که از مبارزان مسلمان است موضوع هزاردستان را درمیان می‌گذارد و می‌گوید که که تنها تا زمانی که کار نوشتن خاطرات خان مظفر تمام نشده زنده است و پس از آن به قتل می‌رسد؛ بنابراین خیال دارد خود کار هزاردستان را تمام کند. رضا از بالکن اتاقش در گراند هتل وارد اتاق خان می‌شود. اما در تختخواب خان، سرگارسون هتل (با بازی جهانگیر فروهر) خوابیده‌است. رضا قادر به شلیک نیست. سرگارسون او را از بالکن به بیرون پرتاب می‌کند. جمعیتی پای بالکن اتاق جمع می‌شوند. سید مرتضی در میان جمعیت است و خان مظفر را نگاه می‌کند. صدای راوی (صدای منوچهر نوذری) روی تصویر می‌گوید: «کاری که امروز به دست رضا نشد، فردا به امر خدا، دست مرتضی بساخت. هزاردستان بود و ابردست، غافل که دست خداست بالاترین دست‌ها.»

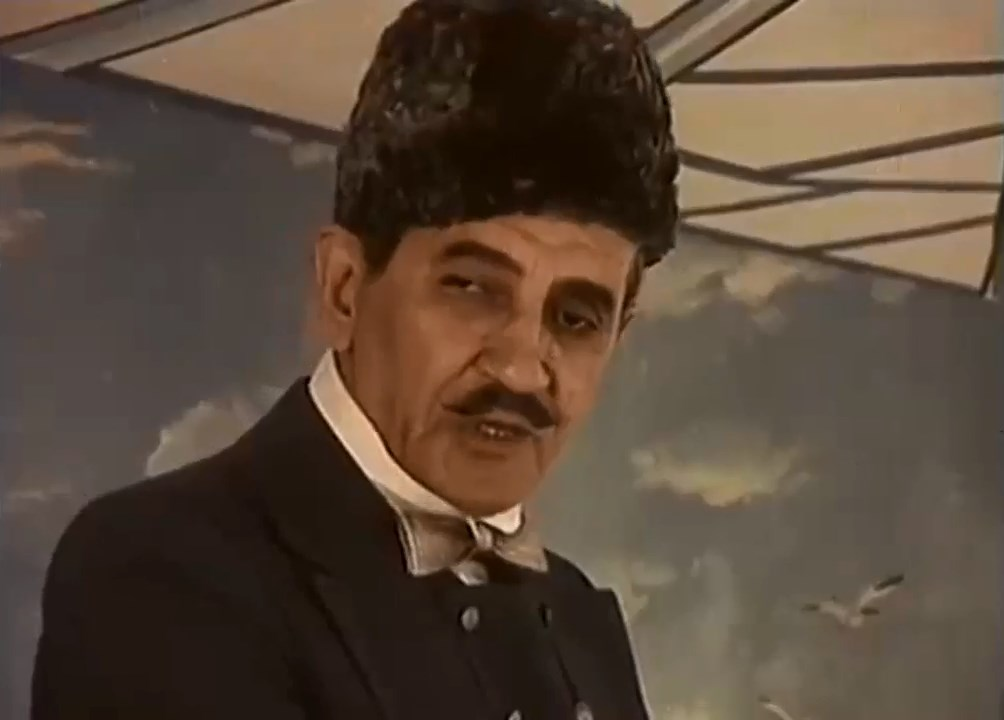
جهانگیر فروهر در نقش باقر میرزا

## بازیگران و شخصیت‌ها
| بازیگر             | نقش                               | توضیحات | صداپیشه         |
| ------------------ | --------------------------------- | --- | --------------- |
| جمشید مشایخی       | رضا تفنگچی - خوشنویس              | به گفتهٔ علی حاتمی: «تلفیقی است از عمادالکتاب، میرزا رضا کلهر، کریم دواتگر و علی حاتمی» | منوچهر اسماعیلی |
| عزت‌الله انتظامی    | خان مظفر                          | خود هزاردستان؛ آدمی ظاهر الصلاح که در پشت پردهٔ تمام اتفاقات سیاسی - اجتماعی روز نقش دارد و برگرفته از شخصیت عبدالحسین میرزا فرمانفرما است اما به گفتهٔ حاتمی، چکیدهٔ همهٔ خاندان‌های حکومت‌گر در ایران است.                                                                     | منوچهر اسماعیلی |
| علی نصیریان        | ابوالفتح صحاف                     | نماد مشروطه خواهان وطن‌پرست که از رنج مردم عذاب می‌کشند. لهجهٔ ترکی اش یکی از اجزای اصلی شخصیتش بود که اوج آن در لحظهٔ وداع با همسرش بود. برگرفته از شخصیت‌های اسدالله‌خان ابوالفتح‌زاده، میرزا ابراهیم خان منشی‌زاده، محمد نظرخان مشکوة الممالک هر سه از اعضای اولیهٔ کمیته مجازات | ناصر طهماسب     |
| داوود رشیدی        | مفتش شش‌انگشتی                     | به عقیدهٔ حاتمی، مفتش، عصاره و ملغمه‌ای از آدمهایی نظیر آیرم، سرپاس مختاری، سرهنگ درگاهی، پاسبان عباس بختیاری (معروف به شش انگشتی) و پاسیار یحیی رادسر (ادیب‌السلطنه) است. | ایرج ناظریان    |
| محمدعلی کشاورز     | شعبون (شعبان) استخونی             | نمادی از اوباش و برگرفته از شخصیت شعبان جعفری مشهور به «شعبون بی‌مخ» | منوچهر اسماعیلی |
| جهانگیر فروهر      | میرزا باقر                        | کفیل شعبهٔ تأمینات در تهران قدیم | عزت‌الله مقبلی   |
| جهانگیر فروهر      | سرگارسون                          | پیشخدمت مخصوص خان مظفر در تهران جدید | ناصر طهماسب     |
| جعفر والی          |                                   | رئیس نظمیه سرپاس مختاری | عزت‌الله مقبلی   |
| حسین گیل           | سید مرتضی                         | سماور ساز تهرانی | بهرام زند       |
| زری خوشکام         | آمینه اقدس                        | عروس خان مظفر | مهین کسمایی     |
| شهلا میربختیار     | قمربانو                           | همسر رضا خوشنویس |                 |
| پرویز پورحسینی     | متین السلطنه                      | مدیر روزنامهٔ عصر جدید | خسرو خسروشاهی   |
| محمد مطیع          | غلام عمه                          | برادرزادهٔ شعبان |                 |
| جمشید لایق         | جعفرقلی خان نشاط                  | مأمور سرشماری | منوچهر اسماعیلی |
| اسماعیل محرابی     | نصرالله خرمی                      | مأمور سرشماری | ناصر طهماسب     |
| رقیه چهره‌آزاد      | قدسی                              | مستخدمهٔ خان مظفر |                 |
| مینو ابریشمی       | جیران                             | همسر ابوالفتح صحاف |                 |
| عطاءالله زاهد      | آقا سید ابراهیم                   | روحانی | احمد رسول‌زاده   |
| اسماعیل محمدی      | استاد گلبهار                      | استاد موسیقی | ناصر طهماسب     |
| نعمت‌الله گرجی      | رجبعلی                            | آژان نظمیه | ناصر طهماسب     |
| محمد ورشوچی        | رجبعلی عسگری                      | آژان نظمیه، مأمور خدمت در شعبه راهنمایی و انتظامات عبور و مرور |                 |
| سروش خلیلی         | زین العابدین                      | متولی سقاخانه در تهران قدیم |                 |
| سروش خلیلی         | زاون قازاریان                     | جواهر فروش ارمنی در تهران جدید |                 |
| منصور والامقام     | اصغر مدیری                        | مدیر گراندهتل | ژرژ پطرسی       |
| جهانگیر الماسی     | دکتر موسی خان فیض                 | پزشک تازه از فرنگ برگشته |                 |
| سعید امیرسلیمانی   | معیرالدوله                        | شاهزاده قاجاری |                 |
| اسماعیل پاینده     | اسماعیل خان                       | رئیس انبار غله |                 |
| مهری ودادیان       | همسر اسماعیل خان                  | |                 |
| هوشنگ بهشتی        | جلال الملک                        | پدر همسر رضا خوشنویس |                 |
| ایرن زازیانس       | همسر جلال الملک                   | |                 |
| محمدتقی کهنمویی    | میرزا هدا                         | درویش |                 |
| خیرالله تفرشی آزاد | طبیب                              | طبیب مشهد قدیم |                 |
| اصغر همت           | حسن سرباز                         | یکی از سربازهای ارتش ایران در شهریور ۱۳۲۰ |                 |
| افسر اسدی          | شاهدخت                            | |                 |
| منوچهر آذری        | دربان گراندهتل                    | |                 |
| فرهنگ مهرپرور      | دکتر خندان                        | |                 |
| رضا عبدی           | از دوستان اهل موسیقی خان مظفر     | |                 |
| حسین حاتمی         | آرایشگر                           | آرایشگر تهران جدید |                 |
| حسین شهاب          | مملی                              | نوچهٔ شعبون استخونی در تهران جدید |                 |
| حسین صفاریان       | حسنی                              | نوچهٔ شعبون استخونی در تهران جدید |                 |
| میرصلاح حسینی      | حسینی                             | نوچهٔ شعبون استخونی در تهران جدید |                 |
| محمود بصیری        | اتوشویی در تهران جدید             | |                 |
| محمود بصیری        | نمکی در تهران قدیم                | |                 |
| اکبر دودکار        | نسخه پیچ داروخانه                 | |                 |
| سامی تحصنی         | مش موسی                           | پیشکار شازده معیرالدوله |                 |
| علی کنگرلو         | لوطی                              | لوطی در تهران قدیم |                 |
| اسفندیار ماوندادی  | آکاووس                            | صاحب میخانه در تهران قدیم |                 |
| افراسیاب طوفان     | غلام حسین                         | توتون فروش در تهران قدیم |                 |
| افراسیاب طوفان     | کارگر میخانهٔ آکاووس در تهران قدیم | |                 |
| افراسیاب طوفان     | مسئول داروخانه در تهران جدید      | |                 |
| حامد تحصنی         | لهراسب گلچین                      | شهروند تهران جدید |                 |
| حسن عظیمی          | طباخ باشی                         | تهران قدیم |                 |
| حسن کهن            | مرد نابینا                        | تهران قدیم |                 |
| رشید اصلانی        | شاگرد سلمانی در تهران قدیم        | |                 |
| لیلا حاتمی         | آمینه اقدس                        | کودکی آمینه اقدس |                 |

### سرنوشت شخصیت‌ها
| نام شخصیت                   | نام بازیگر        | معادل تاریخی شخصیت | سرنوشت شخصیت واقعی                                                                                                   | سرنوشت شخصیت داستانی                                                                                                 |
| --------------------------- | ----------------- | --- | --- | --- |
| رضا خوشنویس/رضا تفنگچی      | جمشید مشایخی      | میرزا محمدحسین سیفی قزوینی (عمادالکتاب)، کریم دواتگر | کریم دواتگر به‌علت تهدید به فاش کردن اسرار کمیته مجازات، به‌دست رشیدالسلطان به قتل رسید. میرزا محمد حسین خان تبعید شد. | به خراسان تبعید شد، با دختر صاحب‌منصبی ازدواج کرد و خوشنویس شد. در حوادث پس از شهریور ۱۳۲۰ به دستور خان مظفر کشته شد. |
|                             |                   | | | |
| خان مظفر                    | عزت‌الله انتظامی   | به گفتهٔ حاتمی، چکیدهٔ همهٔ خاندان‌های حکومت‌گر در ایران است نه فرمانفرما، نه مخبرالسلطنه و نه امیر شوکت‌الملک                                                                   | فرمانفرما: افسردگی پس از کشته شدن پسرش فیروز فیروز به دست رضاشاه، مرگ در ۸۲ سالگی به علت سکته مغزی                   | به دست سیدمرتضی کشته شد.                                                                                             |
|                             |                   | | | |
| مفتش شش‌انگشتی               | داوود رشیدی       | به گفتهٔ حاتمی، شخصیت مفتش، ملغمه‌ای از افرادی نظیر سرلشکر آیرم، سرپاس مختاری، سرهنگ درگاهی، پاسبان عباس بختیاری (معروف به شش انگشتی) و پاسیار یحیی رادسر (ادیب‌السلطنه) است. | | مفتش خود نیز به دست هزاردستان بازی داده می‌شود و در روز عروسی به دست غلام‌عمه به خونخواهی شعبان استخوانی کشته شد.      |
|                             |                   | | | |
| ابوالفتح                    | علی نصیریان       | اسدالله‌خان ابوالفتح‌زاده، میرزا ابراهیم خان منشی‌زاده، محمد نظرخان مشکوة الممالک (هر سه از اعضای اولیه کمیته مجازات)                                                         | در سال ۱۳۳۶ اعدام شد.                                                                                                | در زندان به دست شعبان استخوانی کشته شد.                                                                              |
|                             |                   | | | |
| شعبان استخوانی              | محمدعلی کشاورز    | شعبان جعفری | در سن ۸۵ سالگی در لس‌آنجلس درگذشت.                                                                                    | به دست مفتش شش‌انگشتی کشته شد.                                                                                        |
|                             |                   | | | |
| میرزا باقر                  | جهانگیر فروهر     | - | - | به دست شعبان استخوانی کشته شد.                                                                                       |
|                             |                   | | | |
| سید مرتضی                   | حسین گیل          | - | - | خان مظفر را به قتل رساند.                                                                                            |
|                             |                   | | | |
| امینه اقدس                  | زری خوشکام        | - | - | - |
|                             |                   | | | |
| قمربانو                     | شهلا میربختیار    | - | - | - |
|                             |                   | | | |
| رئیس نظمیه                  | جعفر والی         | رکن‌الدین مختاری | | - |
|                             |                   | | | |
| اسماعیل خان رئیس انبار غله  | اسماعیل ارحام صدر | میرزا اسماعیل خان | هنگام بازگشت از انبار در درشکهٔ خود ترور شد                                                                           | توسط انجمن مجازات ترور شد.                                                                                           |
| متین السلطنه                | پرویز پورحسینی    | متین السلطنه | در دفتر کار خود در روزنامه عصر جدید به دست کمیته مجازات ترور شد.                                                     | توسط انجمن مجازات ترور شد.                                                                                           |
|                             |                   | | | |
| غلام‌عمه                     | محمد مطیع         | - | - | به جرم قتل مفتش شش‌انگشتی به دار آویخته شد.                                                                           |
|                             |                   | | | |
| نشاط                        | جمشید لایق        | - | - | - |
|                             |                   | | | |
| نصرالله                     | اسماعیل محرابی    | - | - | - |
|                             |                   | | | |
| مستخدمه                     | رقیه چهره‌آزاد     | - | - | - |
|                             |                   | | | |
| جیران                       | مینو ابریشمی      | - | - | به درخواست همسرش (ابوالفتح) و به همراه فرزندش به تبریز رفت.                                                          |
|                             |                   | | | |
| آقا سید ابراهیم             | عطاالله زاهد      | - | - | - |
|                             |                   | | | |
| استاد موسیقی                | اسماعیل محمدی     | - | - | - |
|                             |                   | | | |
| سرگارسون                    | جهانگیر فروهر     | - | - | با خوابیدن در جای خان مظفر جان او را نجات داد و رضا خوشنویس را به قتل رساند.                                         |
|                             |                   | | | |
| پاسبان ۱                    | نعمت گرجی         | - | - | - |
|                             |                   | | | |
| پاسبان ۲                    | محمد ورشوچی       | - | - | - |
|                             |                   | | | |
| بارون قازاریان (جواهر فروش) | سروش خلیلی        | - | - | در روز سرشماری جواهر فروشیش توسط مفتش شش انگشتی مورد سرقت قرار گرفت و حالت جنون پیدا کرد.                            |
|                             |                   | | | |
| اصغر مدیری (مدیر گراند هتل) | منصور والامقام    | - | - | - |

## سانسور سریال
حاتمی بیش از ۵۰ شخصیت فرعی و اصلی را در فیلمنامه هزاردستان روایت می‌کند. او نوشتن فیلم نامه را با نام اولیه جاده ابریشم از سال ۱۳۵۴ شروع می‌کند اما بعد از انقلاب ۵۷ برای تصویب مجبور می‌شود نزدیک به ده بار این فیلمنامه را بازنویسی کند تا بتواند مجوز ساخت آن را بگیرد. اگرچه در نهایت آنچه نهایتاً صداوسیمای ایران پخش کرد تنها ۱۵ قسمت از ۲۶ قسمت ساخته شده توسط او بود. برخی از موارد سانسور را حجاب بازیگران زن اعلام کردند.
همچنین قسمت پایانی این سریال نیز به دلیل عدم تأمین بودجه فیلمبرداری نشد. احمد بخشی دستیار علی حاتمی در این مورد چنین می‌گوید:
«فینالی که علی برای «هزار دستان» در نظر گرفته بود به این شکل بود که روز عاشورا سران کشور - از جمله خان مظفر - در میدان توپخانه و ایوان شهرداری حضور دارند و کارناوال عزاداران که صحنه‌های روز عاشورا را به شکل تعزیه بازسازی کرده‌اند از مقابل این‌ها می‌گذرند. در این صحنه حسین گیل که نقش حرّ را در تعزیه بازی می‌کند، با اسب به خان مظفر نزدیک شده و با شمشیر سر او را قطع می‌کند. این صحنه به خاطر نبود بودجه کافی گرفته نشد.»

او گفت: «برآورد ما حدود سه و نیم میلیون تومان بود اما تلویزیون این پول را به ما نداد. هزار دستان به طریقه ۳۵ میلی‌متری فیلمبرداری شد. ما در حدود ۲۸ قسمت فیلمبرداری کرده و تحویل تلویزیون دادیم اما فقط ۱۵ قسمت آن به روی آنتن رفت. دلیل اصلی این حذف‌ها حجاب بازیگران زن بود. کل مخارج مجموعه با توجه به ۱۳ قسمتی که هرگز از تلویزیون پخش نشد چیزی در حدود ۹۰ میلیون تومان شد.» 

## گویندگان سریال
گفتگوهای این سریال مانند دیگر آثار حاتمی در استودیوی دوبلاژ پالوده و شنیدنی شد. گویندگان سریال هم جملگی از بهترین گویندگان تاریخ دوبله بودند. چه آنهایی که نقشهای اول را گفتند و چه مکمل گوها و…
- منوچهر اسماعیلی (بجای جمشید مشایخی، عزت‌الله انتظامی، محمدعلی کشاورز و جمشید لایق)
- ناصر طهماسب (به‌جای علی نصیریان، اسماعیل محرابی، اسماعیل محمدی، جهانگیر فروهر و نعمت‌الله گرجی)
- ایرج ناظریان (به‌جای داوود رشیدی)
- عزت‌الله مقبلی (به‌جای جعفر والی و جهانگیر فروهر در نقش میرزاباقر سرمفتش)
- به‌همراه بهرام زند، مهین کسمایی، زهره شکوفنده، خسرو خسروشاهی، حسین عرفانی، بدری نوراللهی، شمسی فضل‌اللهی، احمد رسول‌زاده، اصغر افضلی، ژرژ پطرسی، عطاءالله کاملی، پرویز بهرام، جلال مقامی، منوچهر نوذری، حسین حاتمی، آذر دانشی، حسین معمارزاده، داوود باقری، تورج نصر، کنعان کیانی، مانی (محمد خواجوی‌ها)، مهدی آژیر، پرویز ربیعی، مهدی آرین‌نژاد، منوچهر والی‌زاده، امیرهوشنگ زند، زهرا آقارضا، خسرو شایگان، پرویز نارنجی‌ها، مهین برزویی و…

## موسیقی
موسیقی عنوان‌بندی این سریال، بازتنظیمی از تصنیف شاه من ماه من از ساخته‌های مرتضی نی‌داود است. بازتنظیم و اجرای این موسیقی را مرتضی حنانه انجام داد.

## عوامل
- گروه فیلمبرداری: مهرداد فخیمی و مازیار پرتو
- گروه تدوین: عباس گنجوی، علی حاتمی و حسن حسن‌دوست (تدوین نسخه‌های سینمایی: واروژ کریم‌مسیحی)
- موسیقی متن: مرتضی حنانه
- خطاط: صمد رستمخانی
- گروه چهره‌پردازی:
- جلال الدین معیریان (طراح گریم)
- عبدالله اسکندری
- طراح لباس: علی حاتمی
- طراح صحنه (دکوراتور): ولی‌الله خاکدان
- سرپرست گویندگان: علی کسمایی
- صداگذاری: روبیک منصوری
- تهیه‌کننده و مدیر تولید: محمدمهدی دادگو